# Woodston (Kansas)
Woodston es una ciudad ubicada en el condado de Rooks en el estado estadounidense de Kansas. En el año 2010 tenía una población de 137 habitantes y una densidad poblacional de 685 personas por km².

## Geografía
Woodston se encuentra ubicada en las coordenadas 39°27′15″N 99°05′57″O / 39.45417, -99.09917.

## Demografía
Según la Oficina del Censo en 2010 los ingresos medios por hogar en la localidad eran de $27,083 y los ingresos medios por familia eran $38,977. Los hombres tenían unos ingresos medios de $23,438 frente a los $13,750 para las mujeres. La renta per cápita para la localidad era de $15,099. Alrededor del 23.5% de la población estaban por debajo del umbral de pobreza.